# Naharlagun
Naharlagun ist eine Stadt im indischen Bundesstaat Arunachal Pradesh. Sie liegt am Fuße des Himalayas auf etwa 200 Metern Höhe.

## Geografie
Die Distanz zu Itanagar, der Hauptstadt Arunachal Pradeshs, beträgt auf dem National Highway 415 nur 10 Kilometer in westlicher Richtung von Naharlagun aus. North Lakhimpur im Bundesstaat Assam liegt 42 Kilometer nordöstlich der Stadt. Unweit südlich Naharlaguns liegt der Brahmaputra, dessen Nebenflüsse auch in der Bergregion um die Stadt entspringen.
Es gibt jedes Jahr lange Monsunfälle, das Klima ist subtropisch mit heißen, feuchten Sommern und milden Wintern.

## Bevölkerung
Innerhalb von 10 Jahren stieg die Bevölkerung von 26.912 Menschen im Jahr 2001 auf 36.158 Menschen im Jahr 2011. Die Geschlechterverteilung mit 53 % Männern gegenüber 47 % Frauen ist ungleich, 15 % der Bevölkerung ist unter 6 Jahre alt. Die Alphabetisierungsrate ist mit 69 % um fast 10 Prozentpunkte höher als der indische Durchschnitt. Bei den Männern ist die Alphabetisierungsrate mit 74 % höher als die der Frauen. Bei ihnen beträgt sie nur 62 %.

## Verkehr
Der Bahnhof Naharlagun war der erste Bahnhof in Arunachal Pradesh und ist in Betrieb. Zu den Flughäfen Dibrugarh und Guwahati besteht ein Helikopterservice von Pawan Hans. Daneben ist die Straße das wichtigste Verkehrsmittel. In unter 8 Stunden kommt man mit dem Auto in das 340 Kilometer entfernte Guwahati, die größte Stadt Nordostindiens.